# Leopold Gratz
Leopold Gratz (ur. 4 listopada 1929 w Wiedniu, zm. 2 marca 2006 tamże) – austriacki polityk i samorządowiec, działacz Socjalistycznej Partii Austrii (SPÖ), minister w rządzie federalnym, burmistrz Wiednia (1973–1984), deputowany, a w latach 1986–1989 przewodniczący Rady Narodowej.

## Życiorys
Syn urzędnika bankowego. Studiował prawo na Uniwersytecie Wiedeńskim, działał w socjalistycznym związku studenckim VSStÖ. Krótko pracował w wiedeńskim urzędzie pracy, po czym został etatowym pracownikiem klubu parlamentarnego Socjalistycznej Partii Austrii. W 1963 objął funkcję sekretarza centralnego SPÖ. W tym samym roku powołany w skład Rady Federalnej, w której zasiadał do 1966. Następnie do 1973 był członkiem Rady Narodowej XI, XII i XIII kadencji. Od kwietnia 1970 do listopada 1971 sprawował urząd ministra edukacji, od lipca 1970 odpowiadał jednocześnie za sztukę. W latach 1971–1973 przewodniczył frakcji poselskiej socjalistów.
W 1973 został członkiem rady miejskiej Wiednia, będącej równocześnie landtagiem kraju związkowego. W tym samym roku objął stanowisko burmistrza Wiednia. W międzyczasie w 1976 został przewodniczącym wiedeńskich struktury SPÖ. Funkcję burmistrza pełnił do 1984. Jego urzędowanie było kojarzone z aferami dotyczącymi miejskiego przedsiębiorstwa mieszkaniowego Wiener Bauring oraz budowy szpitala wiedeńskiego AKH.
Powrócił następnie do aktywności na szczeblu federalnym. Od września 1984 do czerwca 1986 sprawował urząd ministra spraw zagranicznych w rządzie Freda Sinowatza. Od grudnia 1986 do lutego 1989 był posłem i przewodniczącym Rady Narodowej XVII kadencji. Karierę polityczną Leopolda Gratza zakończył skandal określany jako Lucona-Affäre, na skutek którego jego długoletni znajomy, przedsiębiorca Udo Proksch, został skazany za wielokrotne zabójstwo. Leopold Gratz w 1993 został ukarany grzywną za fałszywe zeznania składane na korzyść swojego znajomego.